# Square Claude-Nicolas-Ledoux
Le square Claude-Nicolas-Ledoux est un square du 14e arrondissement de Paris. 

## Situation et accès
Situé au 2, place Denfert-Rochereau, derrière le pavillon ouest de l'ancienne barrière d'Enfer, il est compris entre les deux chaussées de la rue Froidevaux et entre la rue de Grancey et l'avenue du Colonel-Henri-Rol-Tanguy.

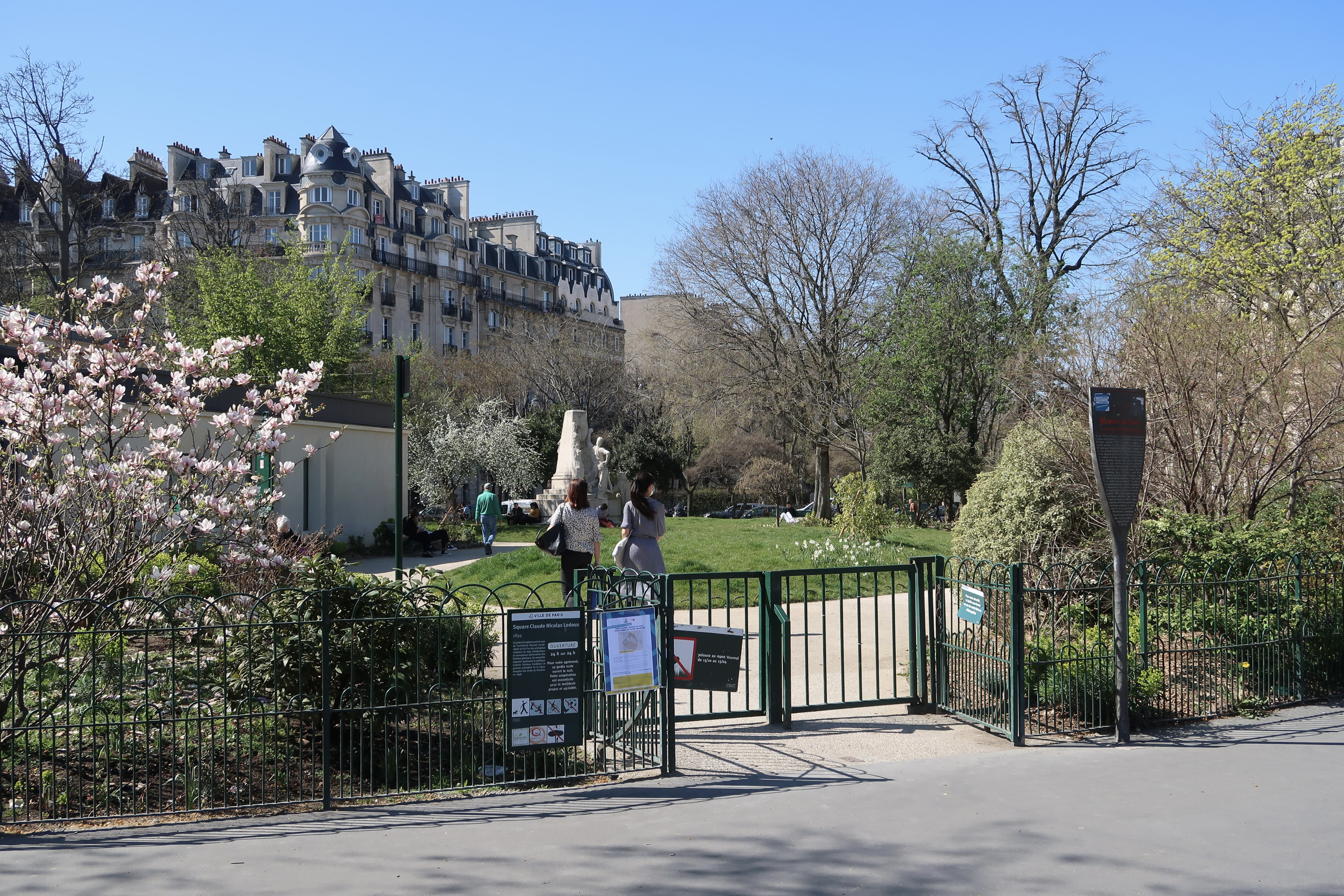
Entrée.
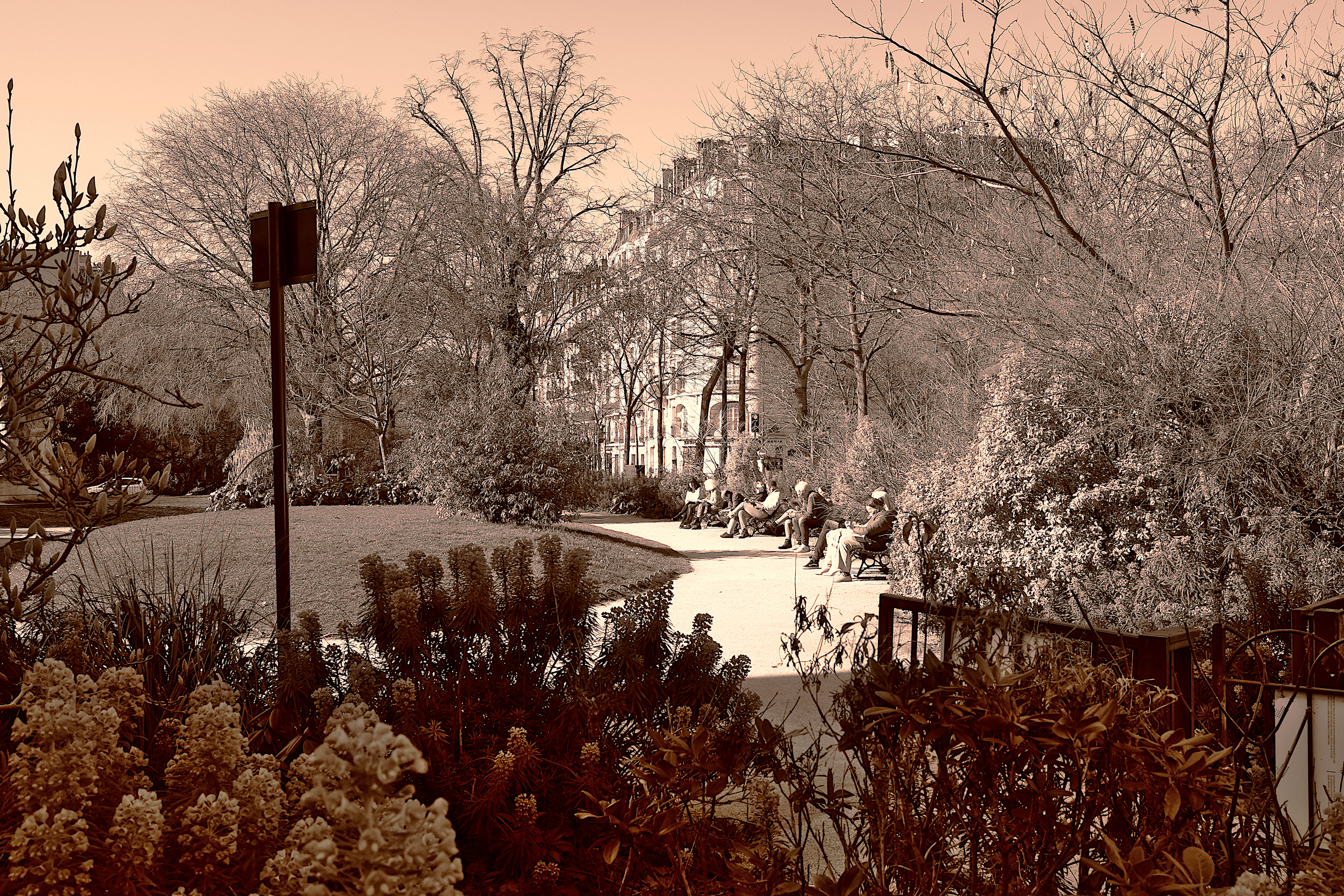

Ce site est desservi par les lignes 4 et 6 à la station Denfert-Rochereau.

## Origine du nom
Il porte le nom de l'architecte français Claude-Nicolas Ledoux (1736-1806), qui fut d'une part l'un des principaux inspirateurs du style néoclassique et d'autre part le créateur du mur des Fermiers généraux dont la proche barrière d'Enfer était l'un des éléments.

## Historique
Ancien enclos de la barrière d'Orléans, le square date de 1894 et porte depuis 1980 le nom de « square Claude-Nicolas-Ledoux ».

## Ornements

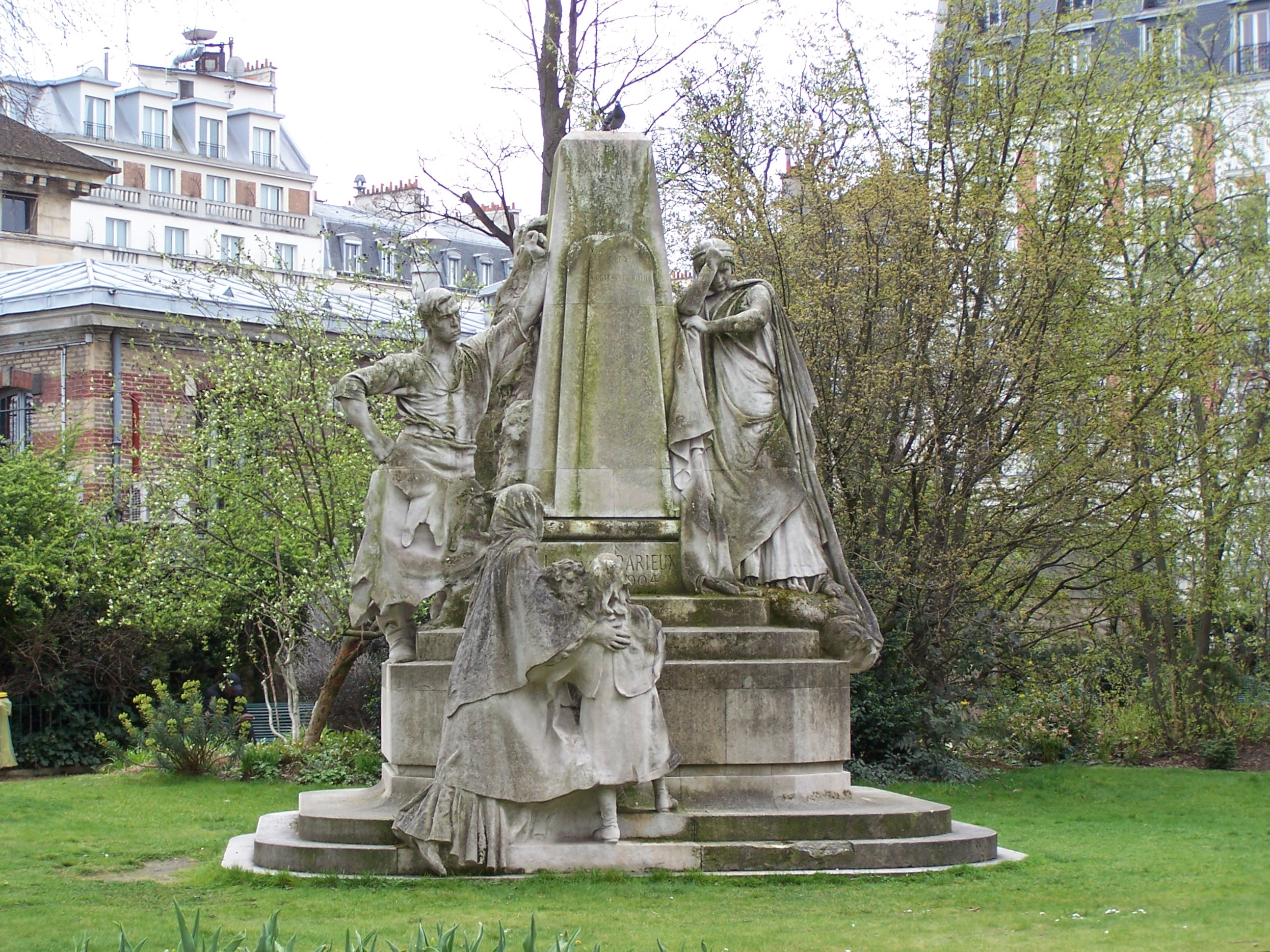
Le Monument Ludovic Trarieux commémorant la fondation de la Ligue française des droits de l'homme.

Le square est orné en son centre d'un groupe statuaire dédié à Ludovic Trarieux (1840-1904), homme politique français, fondateur et premier président de la Ligue française des droits de l'homme. Sculpté par Jean Boucher, il eut également pour architecte V. Lesage et fut inauguré le 1er mai 1907 après une souscription publique.
Le square conçu comme un jardin à l'anglaise est planté de quelques beaux arbres, parmi lesquels un merisier, un févier et des noisetiers pourpres.
L'allée Claude-Mademba-Sy se situe dans le square.